# 859 Bouzaréah
859 Bouzaréah è un asteroide della fascia principale del diametro medio di circa 73,97 km. Scoperto nel 1916, presenta un'orbita caratterizzata da un semiasse maggiore pari a 3,2310221 UA e da un'eccentricità di 0,1046660, inclinata di 13,51502° rispetto all'eclittica.
Il suo nome è un omaggio al distretto di Bouzaréah, in Algeria, dove sorge l'osservatorio di Algeri.